# Bandeira do Tibete

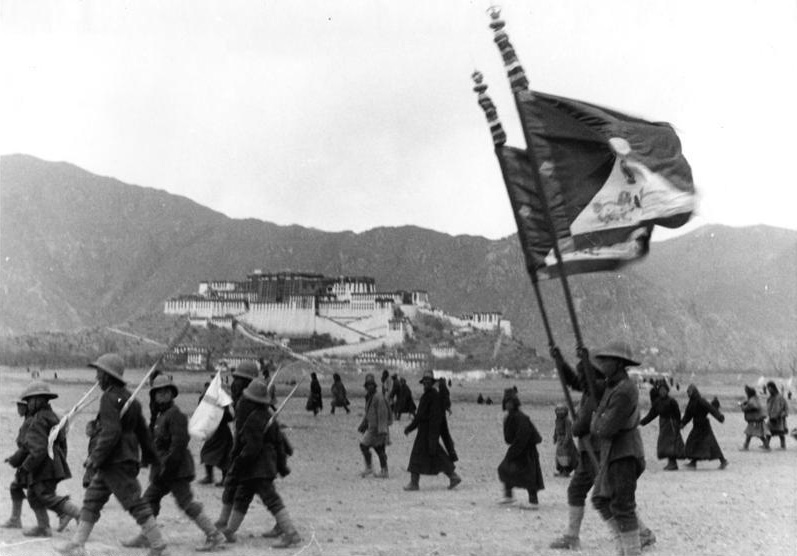
O exército tibetano agita a bandeira tibetana em um desfile militar em Lhasa, 1938

A bandeira do Tibete foi introduzida em 1912 pelo 13º Dalai Lama que fundiu as bandeiras militares de várias províncias para resultar a atual. Desde então serviu como bandeira militar Tibetana até 1950. Hoje permanece o emblema da Administração Central Tibetana sediada em Dharamsala na Índia. Como símbolo do movimento de independência Tibetano foi banido na República Popular da China, incluindo a Região Autónoma do Tibete, que corresponde à antiga área controlada pelo governo tibetano em Lassa, bem como outras áreas no Tibete.

## Simbolismo
O sítio oficial (em inglês) do governo no exílio do Tibete dá o seguinte significado à bandeira:
- No centro, uma montanha coberta de neve, representa a grande nação do Tibete, amplamente conhecida como Tibete.
- Pelo céu azul escuro, seis faixas vermelhas representam os antepassados do povo Tibetano: as seis tribos chamadas Se, Mu, Dong, Tong, Dru e Ra que por sua vez geraram doze descendentes. A combinação das seis faixas vermelhas (das tribos) e das seis faixas azuis (representando o céu), simbolizam a incessante proteção dos ensinamentos espirituais pelas divindades guardiãs vermelhas e negras, com as quais o Tibete tem uma ligação desde há muito.
- No topo da montanha nevosa, brilha o sol, raiando em todas as direções, simbolizando isto, o gozo da liberdade por todos, riqueza espiritual e material, e a prosperidade de todos os seres na terra Tibetana.
- No sopé da montanha, permanecem dois leões da neve, representativos dos feitos vitoriosos do país de unificar uma vida espiritual e secular.
- As três joias coloridas elevadas pelos leões, representam a reverência guardada pelos Tibetanos às Três Joias Supremas (Buda, Dharma e Sangha).
- As duas joias coloridas seguradas em baixo pelos leões, significam a consideração e estima pela autodisciplina do comportamento ético correto, principalmente representadas pela prática das dez virtudes exaltadas e dos dezasseis modos de conduta.
- A borda amarela em torno do perímetro da bandeira, simboliza a anunciação e o florescimento em todas as direções e tempos dos ensinamentos de ouro de Buda.
- E ainda, a extremidade da bandeira sem a borda amarela representa a abertura do Tibete a outros credos religiosos.

## Controvérsia
O primeiro-ministro tibetano Lobsang Sangay foi fotografado com a bandeira do Tibete em Ladakh, na Índia, e o governo comunista chinês fez uma declaração. "A mídia chinesa está criticando uma decisão do governo tibetano no exílio de desdobrar uma bandeira que representa a ideia de 'bandeira nacional tibetana' às margens do Lago Bangong, conhecido como Lago Pangong, na Índia, em Ladakh". A Global Times da China é citado que "Nova Délhi promete publicamente não permitir nenhuma atividade política antiChina por exilados tibetanos em território indiano. Mas há muito tempo usa a questão do Tibete como um cartão diplomático ao lidar com Pequim".